# Guarda Republicana (República Centro-Africana)
Guarda Republicana (em francês:  Garde républicaine), também chamada de Guarda Presidencial (em francês:  Garde présidentielle), faz parte nominalmente das Forças Armadas da República Centro-Africana (FACA), mas está diretamente subordinada ao presidente da República Centro-Africana, para quem fornece segurança. Durante a liderança do presidente François Bozizé, a guarda consistiu em grande parte de membros de sua mesma tribo, os "patriotas", que o ajudaram a tomar o poder durante o golpe de Estado em 2003, e foram estimados em 800 homens.  Foram acusados de inúmeros assaltos contra a população civil, com terror, agressão, violência sexual. Desde a eclosão da guerra civil e da violência étnica em 2012 com a deposição de Bozizé, muitos membros da guarda se juntaram à coalizão Seleka.  A partir de 2008, recebem treinamento de tropas sul-africanas e sudanesas, com apoio da Bélgica e da Alemanha, embora desde então suas lideranças tenham sido cautelosas sobre uma reforma significativa da guarda.
Desde a guerra civil, o presidente de transição Michel Djotodia tentou reformar a guarda presidencial, que era composta por sua milícia.
Seu status atual é desconhecido, embora a primeira-ministra Catherine Samba-Panza fosse conhecida por contar com guardas de segurança estrangeiros, particularmente os de Ruanda.  Atualmente, o presidente Faustin-Archange Touadéra também é protegido pelas tropas ruandesas.  Algumas fontes sugerem que uma Guarda Presidencial ainda exista, no entanto, e que esta seria treinada por comandos ruandeses. 